# Саратовский Спасо-Преображенский монастырь
Саратовский Спасо-Преображенский (Спасский) монастырь — мужской монастырь Русской православной церкви, основанный в 1680 году. Один из старейших монастырей в Поволжье.

## История

### Основание
Первоначально монастырь был основан в Саратове у подножия Соколовой горы. На месте его основания в конце XIX века ещё существовала церковь.
До 1694 года монастырь назывался Богородицким, затем Четырёхсвятским, с 1761 года — Спасским, а с 1764 года — Спасо-Преображенским. По штатам 1764 года монастырь был оставлен на собственном содержании, однако впоследствии был переведен во 2-й класс.
После того, как в 1811 году монастырь был уничтожен пожаром, на старом месте не возобновлялся и был перенесен за город. На новом месте — у подножия Алтынной, или Лысой, горы, вблизи источников — он был заложен в 1814 или 1816 году, получив на это ассигнованную сумму в 180 тыс. рублей.
С 1816 года монастырь управлялся архимандритами. В начале XX века управление осуществлял епископ Саратовский.

### Духовное училище
До 1820 года саратовское духовенство обучалось в Астраханской или Пензенской семинариях. К началу XIX века в городе начала формироваться система духовного образования, прямое отношение к которой имел Саратовский Спасо-Преображенский монастырь. Здание для будущей духовной школы в обители было построено по распоряжению епископа Астраханского Никифора (Феотоки) ещё в 1780-е годы. В 1808 году протоиерей Николай Герасимович Скопин (сын Герасима Скопина, одного из управлявших монастырем в XVIII веке священников) обратился к епископу Пензенскому и Саратовскому Моисею (Близнецову-Платонову) с просьбой об учреждении в монастыре духовной гимназии, поскольку тот «как нельзя лучше для этого подходил». Из-за пожара, уничтожившего в 1811 году монастырь, от этих планов отказались.
Начальное духовное училище было открыто в Саратове в 1820 году при активном содействии благочинного протоиерея Николая Скопина и епископа Пензенского и Саратовского Амвросия (Орнатского), ходатайствовавшего об этом перед Святейшим Синодом.
После того, как в 1830 году была открыта Саратовская духовная семинария, долгое время её ректоры исполняли ещё и обязанности настоятелей Спасо-Преображенского монастыря.
Двухклассная школа для детей из бедных семей, в которой велось обучение грамоте, закону Божию, молитве и церковному пению, была открыта при монастыре в 1875 году.
К 1915 году в монастыре работал детский приют для мальчиков, в котором дети обучались ремеслу и грамоте, в это время в нём находилось до 50 мальчиков в возрасте от 6 до 16 лет. В 1875 году . Во время Первой мировой войны в монастырь был переведен ещё один детский приют из Варшавы. Псаломщическая и певческая школы открылись в монастыре в 1918 году после того, как была закрыта Саратовская семинария.

### Борьба со старообрядчеством
Одной из задач монастыря и его подворий была борьба со старообрядчеством, которое было распространено в Саратовской губернии. С этой целью при киновии (в данном случае так называли храм Страстей Господних в Саратове, приписанный к монастырю, богослужения в котором совершались монахами) монастыря 25 января 1866 года было учреждено Братство Святого Креста, устав которого был опубликован в 1866 году в «Рязанских епархиальных ведомостях». Его предназначение формулировалось следующим образом: 
В Саратовской губернии вообще, и преимущественно в северо-восточной ее части, раскол очень значителен и силен по многочисленности своих последователей и по фанатическому упорству в своих заблуждениях. <…> B у нас, в нашем краю, раскол крепко держится от того, что, кроме духовенства, все сословия к положению его равнодушны и холодны; поколебать его можно только дружным к тому содействием всех сословий. Но как преклонить нас всех к этому содействию? Одно из лучших для того средств — основание братств, которые должны полагать себе задачею наставление ближнего в истинах православной веры, обращение на путь истины уклонившихся от нее и распространение христианского просвещения въ духе православной церкви. <…> Эту-то цель и имеют учредители настоящего братства — изыскивать средства к ослаблению суеверия и раскола и противодействовать посягательствам на права православной церкви со стороны всех иномыслящих. 
В 1868 году по разрешению губернатора Саратова Владимира Щербатова при Киновийской церкви, как называли храм Страстей Господних, был открыт склад духовной литературы. В 1890—1891 годах при братстве начала работу Кирилло-Мефодиевская миссионерская школа. К 1913 году в здании, построенном для братства в 1886 году, был расположен также и Саратовский епархиальный училищный совет.

### Закрытие
После Октябрьской революции в 1918 году хозяйственное имущество монастыря было реквизировано. Соборный храм был ограблен, а количество насельников сократилось до 18 человек. Ещё до революции в монастыре наблюдались конфликты в среде братии, которые после установления советской власти стали разрешаться при участии новых властей. Так, в 1918 году во время расследования дела послушника Белавина, поступившего в монастырь и подозревавшегося советскими органами власти в призывах к свержению нового строя, одним из документов, давших ход делу, стало донесение иеромонаха Аполлинария (Гриднева), бывшего фронтового капеллана, начальнику штаба 6-го района революционной охраны города о настроениях в монастыре: 
Как военный, а тем более фронтовик священник, давно уже привык за правое дело с кем угодно сражаться, в данное время буду до последней капли крови сражаться с деспотами самодержавия. Долой самодержавное монастырское управление! Да здравствуют монастырские братские Советские власти! Вместо настоятеля да здравствуйет председатель братского совета! Да процвитают на св. Руси монастыри при советском управлении братии. <…> Покорнейше прошу Вашего содействия, так как я сам из крестьян и не особенно грамотный, больше, что-либо хорошего сделать для меньшей братии и для монастыря, товарищ! Вы серьезно обратите внимание на наш монастырь и тем ускорите учредить в монастыре братский совет. 
Братство Святого Креста прекратило свое существование в 1918 году. В храме Страстей Господних, которое взяли на свое попечение прихожане, богослужения продолжались до 21 октября 1926 года. После этого храм был занят кружками рабочих, а впоследствии — Домом народного творчества, а также перестраивался в милицейское общежитие. В 1980-е годы его здание использовалось спортивной школой. После Великой Отечественной войны в здании братства и епархиального училищного совета разместилась Нижне-Волжская студия кинохроники, ныне его занимает саратовский Дом кино.

### Снос
К 1929 году монастырь, к которому подступал новый рабочий поселок, начали сносить. Была разобрана стена и колокольня до нижнего яруса, часть зданий занял институт свиноводства под общежитие. В 1931 году Горсовет постановил расторгнуть договор об аренде с верующими и передать соборный храм монастыря школе, однако школа в него не въехала, а ходатайство городской особой комиссии по ликвидации неграмотности и малограмотности о передаче собора под клуб было оставлено неудовлетворенным. После этого участок земли, на котором он находился, постановили передать военному ведомству, которое приняло решение о сносе храма. В 1931 году он был взорван.

## Монастырский некрополь
Кладбище Спасо-Преображенского монастыря с кладбищенским храмом было расположено напротив входа в престольный храм, и было отделено от монастырской территории каменной оградой. Именно на нем был захоронен архимандрит Савва, первый настоятель монастыря после его возобновления. Там же находилась могила архимандрита Гавриила. Некрополь был уничтожен в 1931 году после сноса соборного храма монастыря, а памятники — вывезены.

## Храмы
К началу XX века в Спасо-Преображенском монастыре имелось три храма:
- Преображенский — соборный храм монастыря. Он был освящен епископом Пензенским и Саратовским Амвросием (Орнатским) 18 мая 1822 года[3].
- Во имя святого Димитрия Солунского и великомученицы Екатерины — кладбищенский, заложен весной 1823 года, освящен 26 октября 1824 года епископом Моисеем (Близнецовым-Платоновым). Храм строился на средства коллежского советника Дмитрия Алексеева и его супруги Екатерины[3].
- Во имя святой Параскевы Пятницы — возведен в конце 1820-х годов помещиком Петром Григорьевичем Железновым над могилой его похороненной на монастырском некрополе жены, и освящен в 1829 году[3].

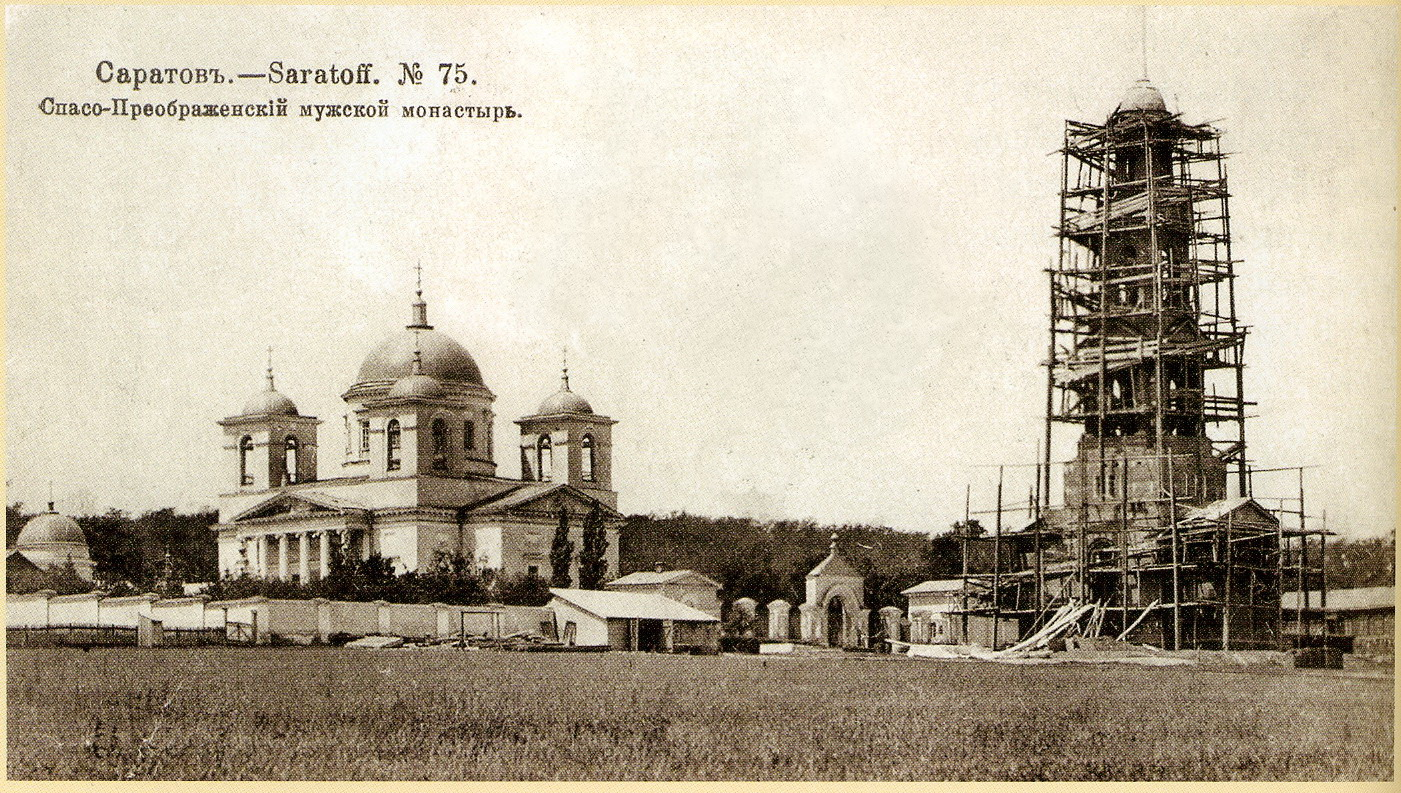
Строительство колокольни монастыря.

К 1821 году из монастырских построек были завершены келейные корпуса, стена и некоторые хозяйственные здания. Ещё ряд храмов располагался на принадлежащей монастырю земле и в других строениях:
- храм во имя Воздвижения Честного и Животворящего Креста Господня — был освящен в 1838 году и был построен как расширение уже находившейся в городе на Часовенной улице часовни, построенной в 1827 году на средства купцов Кулькиных. В 1860 году храм был перестроен и освящен в честь Страстей Господних[16], это имя он сохраняет до настоящего времени. Новый придел в честь Иверской иконы Божией Матери был освящен в храме в 1866 году[8].
- Колокольня с храмом святой Иулиании и святителей Московских Петра, Алексий, Ионы и Филиппа в нижнем ярусе (освящен 23 июля 1904 года) и во имя праведных Иоакима и Анны (освящен 21 октября 1917 года) — была заложена 13 июля 1903 года и строилась на средства братьев Акима и Петра Никитиных[8]. Её проект принадлежал архитекторам Петру Митрофановичу Зыбину и Владимиру Карпенко[11];
- церковь Успения Пресвятой Богородицы — деревянная, при больничном корпусе и школе для мальчиков — сирот[8];
- церковь в честь иконы Божией Матери «Знамение» — освящена в 1912 году на месте построенной одновременно с монастырем часовни[8];

## Подворья
Известно, по меньшей мере, о двух подворьях Спасо-Преображенского монастыря:
- Хвалынское Свято-Троицкое подворье — было основано 6 января 1903 года решением епископа Гермогена (Долганёва). Оно было размещено в пустовавших помещениях тюремного замка в Хвалынске[17], где с 1880-х годов располагался храм в честь иконы Божией Матери «Живоносный источник». Подготовка к этому началась в 1901 году, а 3 октября 1902 года был открыт особый комитет по его устройству[8]. Одновременно с ним были открыты миссионерские школы в старообрядческих селах Подлесное и Сосновая Маза. В 1904 году у источника в трех верстах от Свято-Троицкого подворья был основан скит с каменной церковью во имя преподобного Сергия Радонежского с деревянной колокольней и барабаном (не сохранилась до наших дней)[18]. В 1908 году подворье было преобразовано в самостоятельный монастырь.
- Казанско-Алексиевская пустынь — в 1905 году к монастырю под таким названием была приписана Казанская Алексиево-Сергиевская пустынь в Сердобске[19]. В ней было три храма, колокольня, архиерейский дом, двухэтажный каменный корпус и несколько флигелей. В монастыре проживало 30 человек, 16 из которых были послушниками.

## Настоятели и наместники[20]
| Сан, должность                                         | Имя                     | Годы управления монастырем              | Дополнительно |
| ------------------------------------------------------ | ----------------------- | --------------------------------------- | --- |
|                                                        | Паисий Дубенский        | Ранее 1791 года                         | Первый известный настоятель монастыря |
| священник                                              | Андрей Сергиевский      | Ранее 1791 года                         | |
| священник                                              | Герасим Скопин          | Ранее 1791 года                         | Сын Герасима Скопина, Николай Скопин, стал первым ректором уездного и приходского духовных училищ в Саратове                                                       |
| строитель, иеромонах                                   | Парфентий               | 23 октября 1791 года                    | |
| архимандрит                                            | Савва                   | 1810 — 1823 годы                        | |
| иеромонах                                              | Геннадий                | 1823 — 1824 годы                        | |
| архимандрит                                            | Арсений                 | 1824—1831                               | |
| архимандрит                                            | Никодим (Лебедев)       | 30 ноября 1832 года — 23 июня 1833 года | Был переведён из Луховского Николаевского монастыря в 1832 году, а в 1833 году — переведён в Иркутский Вознесенский монастырь; первый ректор Саратовской семинарии |
| архимандрит                                            | Спиридон (Грациан)      | 1833—1853 или 1855 годы                 | |
| архимандрит                                            | Сергий (Назаретский)    | 1853 или 1856—1857 или 1860 годы        | |
| архимандрит                                            | Никанор (Бровкович)     | 1858 или 1861—1864 или 1869 годы        | |
| архимандрит                                            | Варфоломей (Левитский)  | 1866—1869                               | Последний из ректоров Саратовской духовной семинарии, управлявших монастырём с 1832 года                                                                           |
| архимандрит                                            | Гимнасий                | 1869—1877                               | Инспектор Саратовской семинарии |
| архимандрит                                            | Александр (Алфионов)    | 1881—1889                               | Овдовевший клирик Троицкого кафедрального собора в Саратове |
| епископ Вольский, викарий Саратовской епархии          | Никон (Софийский)       | 8 марта 1898 — 6 февраля 1899 года      | Первый из Вольских викарных епископов, ставших настоятелями Спасо-Преображенского монастыря в Саратове                                                             |
| епископ Вольский, викарий Саратовской епархии          | Гермоген (Долганёв)     | 14 января 1901—1912 год                 | наместник — игумен Исидор (Молчанов) |
| епископ Вольский, викарий Саратовской епархии          | Дионисий (Прозоровский) | 1912                                    | |
| епископ Петровский, викарий Саратовской епархии        | Дамиан (Говоров)        | 1918 (до осени)                         | Осенью 1918 года был освобождён от должности настоятеля монастыря из-за перевода на Царицынскую викарную кафедру                                                   |
| игумен                                                 | Пимен (Хеладзе)         | 22 марта 2011 года — 11 июня 2012 года  | |
| игумен                                                 | Макарий (Зорин)         | с 11 июня 2012 года                     | |
| священноархимандрит, митрополит Саратовский и Вольский | Игнатий (Депутатов)     | с 20 ноября 2020 года                   | |